# Richie Rich e il desiderio di Natale
Richie Rich e il desiderio di Natale (Richie Rich's Christmas Wish) è un film del 1998 diretto da John Murlowski, sequel di Richie Rich - Il più ricco del mondo.

## Trama
Richie Rich, dopo aver fatto esplodere senza volerlo i regali per i bambini poveri della città, esprime per sbaglio il desiderio di non essere mai nato alla Macchina dei Desideri inventata dal professor Keanbean: il bambino finisce così in un mondo alternativo in cui, non essendo mai nato, nessuno lo riconosce, a parte il suo cane. Con l'aiuto del professor Keanbean, Richie riesce, alla fine, a tornare a casa.

## Distribuzione
- Stati Uniti: 3 novembre 1998
- Ungheria: 19 novembre 1998 (Richie Rich 2. - A rosszcsont karácsonya)
- Islanda: 3 dicembre 1998
- Paesi Bassi: 25 dicembre 1998